# Palazzo Gio Battista Spinola
Il palazzo Gio Battista Spinola, detto anche palazzo Andrea e Gio Batta Spinola, è un edificio storico italiano, sito in via Garibaldi 6, nel centro storico di Genova. È uno dei Palazzi dei Rolli designati, al tempo della Repubblica di Genova, a ospitare gli ospiti di alto rango per conto del governo, durante le visite di stato.
L'edificio è fra i 42 palazzi dei rolli selezionati e dichiarati Patrimonio dell'umanità dall'UNESCO il 13 luglio 2006.

## Storia e descrizione
Il terreno ove sorge il palazzo fu acquistato all'asta nel 1551 da Constantino Gentile, che lo rivendette a prezzo raddoppiato ai fratelli Giambattista e Andrea Spinola, che commissionarono la costruzione del palazzo nel 1563. Nel 1566, Andrea cedette la sua quota a Giambattista e la costruzione continuò spedita, cosicché nel 1567 il palazzo fu quasi completato.
Fino al 1968, si riteneva che Giovan Battista Castello ne fosse l'architetto principale. Nel 1968, tuttavia, fu documentato che Bernardino Cantone fu l'architetto e direttore dei lavori, mentre il camino del piano nobile e la corte interna furono progettati da Castello.
Il palazzo subì notevoli trasformazioni tra il XVII e XVIII secolo, quando fu rialzato di un piano e la facciata fu rimodellata, in seguito ai gravi danni subiti nel bombardamento da parte della flotta francese nel 1684, la facciata. In quell'occasione, la facciata ricevette l'attuale decorazione a stucco, con coppie di lesene intervallate dagli assi di finestre.
Nel 1723 il palazzo fu acquistato dalla famiglia Doria.
Nell'atrio si trova una grande lanterna pensile coronata dall'aquila araldica, emblema della famiglia Doria. Da qui si giunge al cortile colonnato e quindi nel piccolo ma grazioso giardino pensile.

### Interni
L'interno presenta una ricca decorazione realizzata in gran parte dalla bottega dei Semino. Gli affreschi della volta del salone a piano nobile, riflettono la volontà di celebrazione dinastica degli Spinola rappresentando L'ambasceria di Oberto Spinola e Federico Barbarossa, e altre vicende legate alla famiglia. In una sala Andrea e Ottavio Semino, rappresentano le consuete tematiche mitologiche, quali gli amori degli dei, predilette dalla committenza genovese: Giove e Dafne, Nettuno e Proserpina, Venere e Adone, Giovane ed Europa, "Giove e Antiope. 
Di notevole interesse una sala al piano nobile, che oltre alla volta affrescata nel Cinquecento da Luca Cambiaso con la Caduta di Fetonte e altri episodi di audacia punita come la Caduta di Icaro, presenta stucchi settecenteschi di raffinato gusto rococò e preziosi arredi. Sempre nel salone troneggia il monumentale camino cinquecentesco in marmo di gusto manierista, mentre alle pareti sono appesi cinque arazzi fiamminghi della fine del Cinquecento con Storie di Abramo.
In un salotto del piano nobile risulta ancora visibile, nella sua disposizione settecentesca, l'importante quadreria costituita dalla famiglia Doria.

## Galleria d'immagini

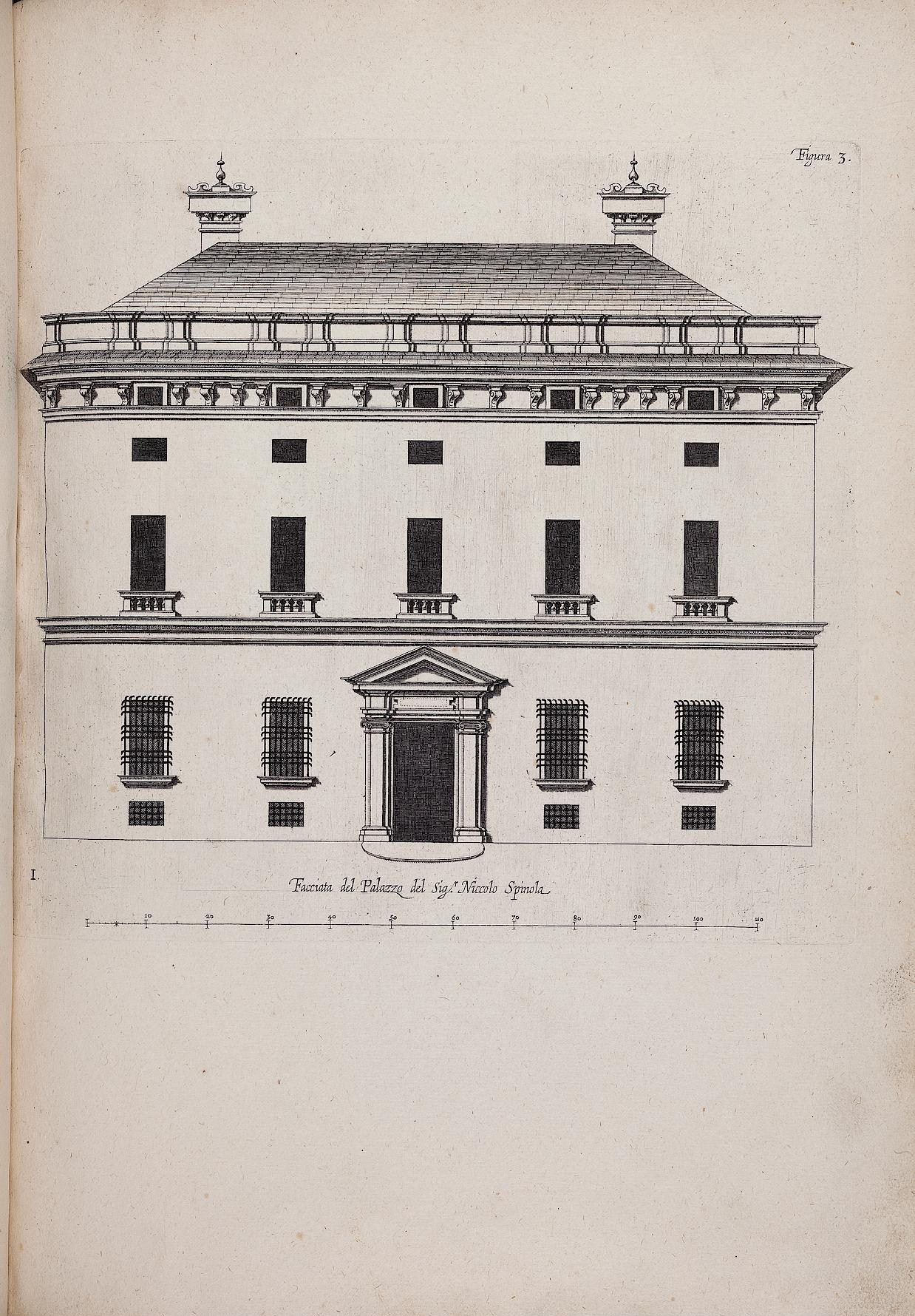
da I Palazzi di Genova di P.P.Rubens, la facciata cinquecentesca del palazzo
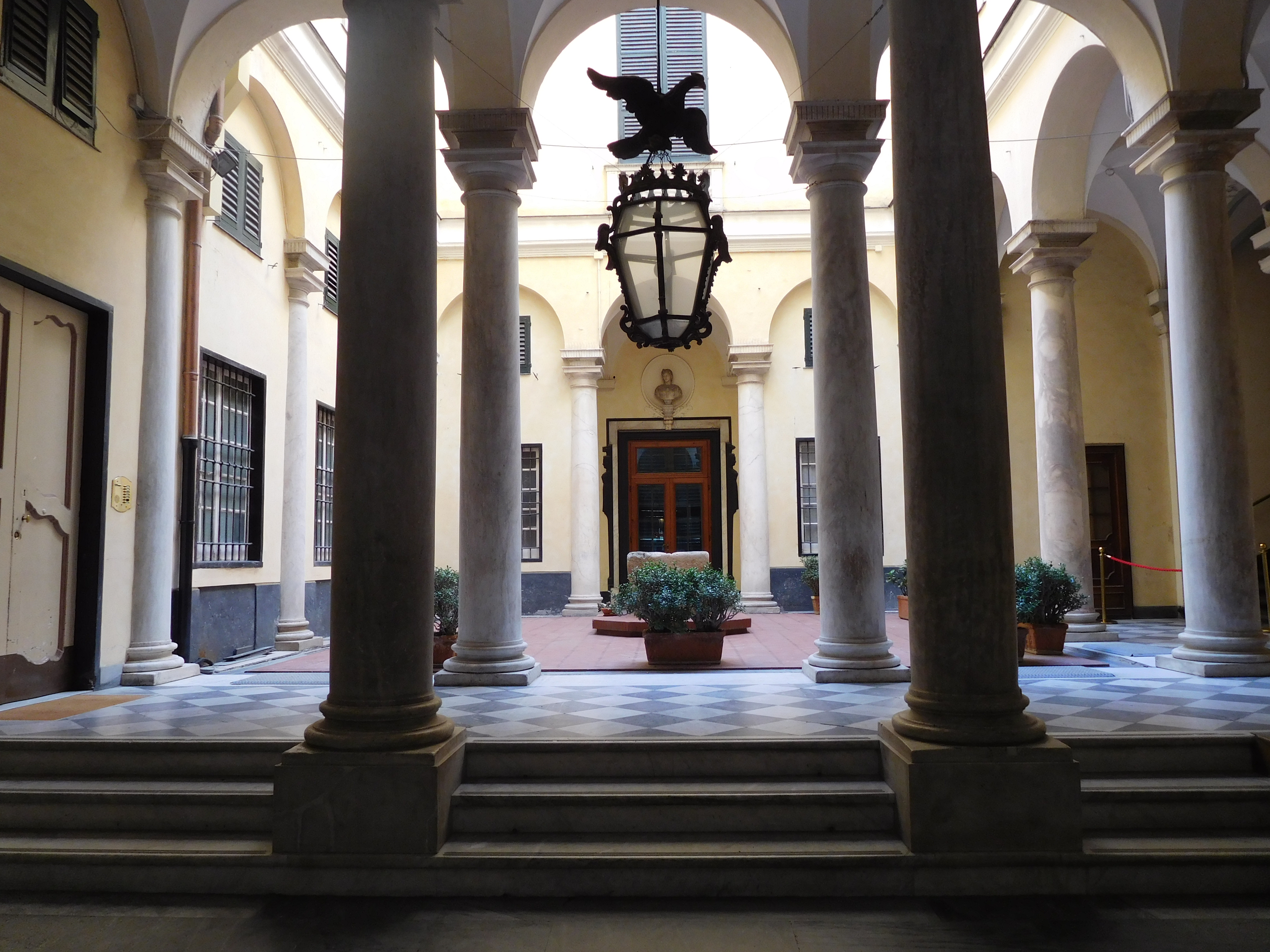
cortile
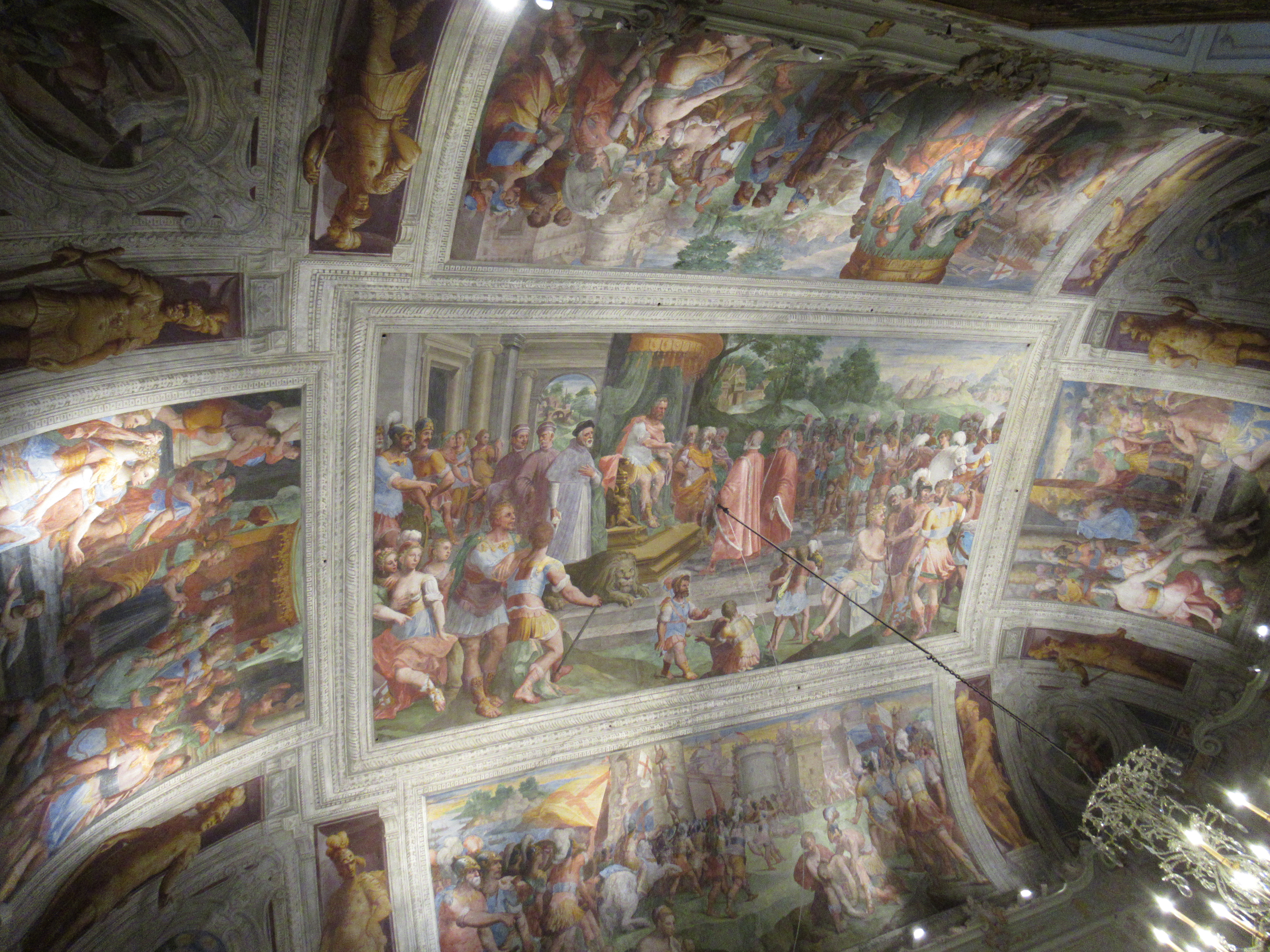
bottega dei Semino, volta del salone, Imprese della famiglia Spinola
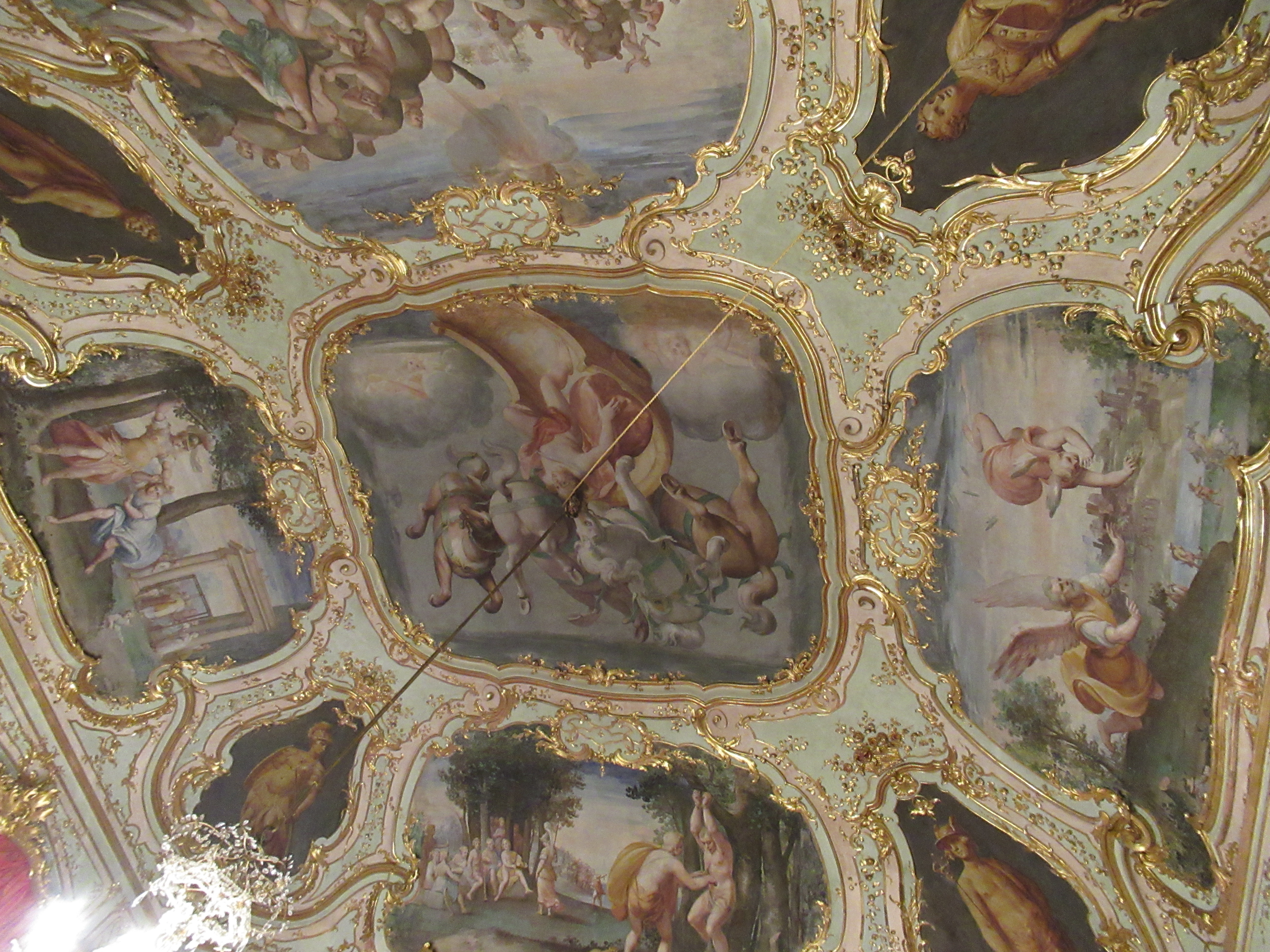
volta affrescata da Luca Cambiaso con episodi di superbia punita